# Moltke (lớp tàu chiến-tuần dương)
Lớp tàu chiến-tuần dương Moltke là một lớp gồm hai tàu chiến-tuần dương "toàn-súng lớn" được Hải quân Đế quốc Đức chế tạo trong những năm 1909–1911. Gồm hai chiếc SMS Moltke và SMS Goeben, lớp này có thiết kế tương tự như chiếc Von der Tann dẫn trước, nhưng bao gồm nhiều cải tiến lớn hơn. Những chiếc Moltke hơi lớn hơn, nhanh hơn và có vỏ giáp tốt hơn, chúng cũng được bổ sung thêm một cặp pháo 28 cm.
Cả hai chiếc trong lớp đều đã tham gia Chiến tranh Thế giới thứ nhất. Moltke tham gia nhiều trận chiến lớn cùng với phần còn lại của Hạm đội Biển khơi Đức, bao gồm các trận Dogger Bank và Jutland tại Bắc Hải cùng trận Riga và Chiến dịch Albion tại biển Baltic. Vào cuối chiến tranh, Moltke cùng với phần lớn tàu chiến của Hạm đội Biển khơi bị lưu giữ tại Scapa Flow trong khi các cuộc đàm phán hòa bình diễn ra nhằm quyết định số phận của chúng. Moltke đã bị đánh đắm cùng với hầu hết hạm đội vào ngày 21 tháng 6 năm 1919 nhằm ngăn chúng không bị rơi vào tay người Anh.
Goeben được bố trí tại Địa Trung Hải vào lúc chiến tranh nổ ra, nó thoát khỏi sự săn đuổi của hạm đội Anh để đi đến Constantinopolis. Con tàu cùng với chiếc tàu tuần dương hạng nhẹ Breslau nhanh chóng được chuyển cho Hải quân Ottoman không lâu sau đó. Về mặt chiến lược, Goeben đã đóng một vai trò rất quan trọng; nó đã giúp lôi kéo Đế quốc Ottoman vào chiến tranh theo phe Trung tâm, và hoạt động như một hạm đội hiện hữu ngăn cản các nỗ lực vượt qua eo biển Bosporus của lực lượng Anh-Pháp cũng như ngăn trở việc tiến quân của Hạm đội Hắc hải của Nga. Goeben được chính quyền mới của Thổ Nhĩ Kỳ giữ lại sau chiến tranh. Chỉ được cải tiến đôi chút so với cấu hình ban đầu, nó tiếp tục phục vụ cùng Hải quân Thổ Nhĩ Kỳ cho đến khi được cho ngừng hoạt động vào ngày 20 tháng 12 năm 1950 và được rút khỏi Đăng bạ Hải quân vào ngày 14 tháng 11 năm 1954. Hai năm trước đó, khi Thổ Nhĩ Kỳ gia nhập khối NATO vào năm 1952, con tàu được gán số hiệu lườn B70. Con tàu được rao bán cho chính phủ Tây Đức không thành công vào năm 1963; mặc dù là chiếc tàu chiến kiểu dreadnought duy nhất còn sót lại trên thế giới, chưa kể là chiếc tàu chiến duy nhất còn sống sót của phe Trung tâm thời Thế Chiến I, không một tổ chức nào muốn giữ nó lại như một tàu bảo tàng. Con tàu được bán cho hãng M.K.E. Seyman vào năm 1971 để tháo dỡ; nó được kéo đến xưởng tháo dỡ vào ngày 7 tháng 6 năm 1973, và công việc hoàn tất vào tháng 2 năm 1976.

## Bối cảnh
Trong một cuộc hội nghị vào tháng 5 năm 1907, Văn phòng Hải quân Đức quyết định tiếp nối theo chiếc tàu chiến-tuần dương duy nhất Von der Tann bằng một thiết kế được mở rộng. Ngân sách 44 triệu Mác vàng dành cho tài khóa 1908 tạo ra khả năng tăng cường kích cỡ vũ khí của dàn pháo chính từ 28 cm (11 in) trên những thiết kế trước lên 30,5 cm (12,0 in). Tuy nhiên, Đô đốc Alfred von Tirpitz cùng với Văn phòng Chế tạo tranh luận rằng việc gia tăng số lượng pháo từ 8 lên 10 khẩu là hợp lý hơn, vì cỡ pháo 28 cm đã đủ để đối đầu ngay cả với thiết giáp hạm. Tirpitz còn lập luận rằng do các lực lượng tuần tiễu của Hải quân Hoàng gia Anh có ưu thế về số lượng, sẽ khôn ngoan hơn để gia tăng số lượng pháo chính thay vì gia tăng cỡ nòng. Bộ tham mưu Hải quân lại giữ quan điểm cho rằng để thiết kế mới có thể tác chiến hiệu quả trong hàng chiến trận, chúng cần có cỡ pháo 30,5 cm. Cuối cùng Tirpitz và Văn phòng Chế tạo đã thắng cuộc tranh cãi, và Moltke được trang bị mười khẩu pháo 28 cm. Văn phòng Chế tạo cũng bắt buộc các con tàu mới phải có vỏ giáp tương đương hoặc vượt trội hơn Von der Tann và một tốc độ tối đa ít nhất 24,5 hải lý trên giờ (45,4 km/h).
Trong quá trình thiết kế, trọng lượng của con tàu bị nặng thêm do gia tăng kích cỡ thành trì, độ dày của vỏ giáp, bổ sung trữ lượng đạn dược và tái bố trí hệ thống nồi hơi. Kế hoạch ban đầu dự định chỉ chế tạo một chiếc dựa trên thiết kế mới, nhưng do áp lực nặng mà đội ngũ thiết kế hải quân phải chịu đựng, người ta quyết định chế tạo hai chiếc của kiểu mới. Chúng được gọi dưới những cái tên hợp đồng "Tàu tuần dương G" và "Tàu tuần dương H". Do hãng Blohm & Voss đưa ra giá thầu thấp nhất để chế tạo "Tàu tuần dương G", họ cũng giành được hợp đồng đóng "Tàu tuần dương H". Chiếc thứ nhất được phân bổ trong tài khóa 1908–1909, trong khi chiếc thứ hai được phân cho tài khóa 1909–1910.
Hợp đồng cho "Tàu tuần dương G" được trao vào ngày 17 tháng 9 năm 1908 dưới số hiệu chế tạo 200. Nó được đặt lườn vào ngày 7 tháng 12 năm 1908 và được hạ thủy vào ngày 7 tháng 4 năm 1910. "Tàu tuần dương G" được đưa ra hoạt động vào ngày 30 tháng 9 năm 1911 như là chiếc SMS Moltke. Tên của con tàu được đặt theo Thống chế Helmuth von Moltke, Tổng tham mưu trưởng quân đội Phổ vào giai đoạn giữa thế kỷ 19. "Tàu tuần dương H" được đặt hàng vào ngày 8 tháng 4 năm 1909 với số hiệu chế tạo 201. Nó được đặt lườn vào ngày 12 tháng 8 năm 1909 và được hạ thủy vào ngày 28 tháng 3 năm 1911. Sau khi hoàn tất việc trang bị, "Tàu tuần dương H" được nhập biên chế vào ngày 2 tháng 7 năm 1912 như là chiếc SMS Goeben; tên của nó được đặt theo August Karl von Goeben, một vị tướng Phổ từng phục vụ trong cuộc Chiến tranh Pháp-Phổ.

## Thiết kế

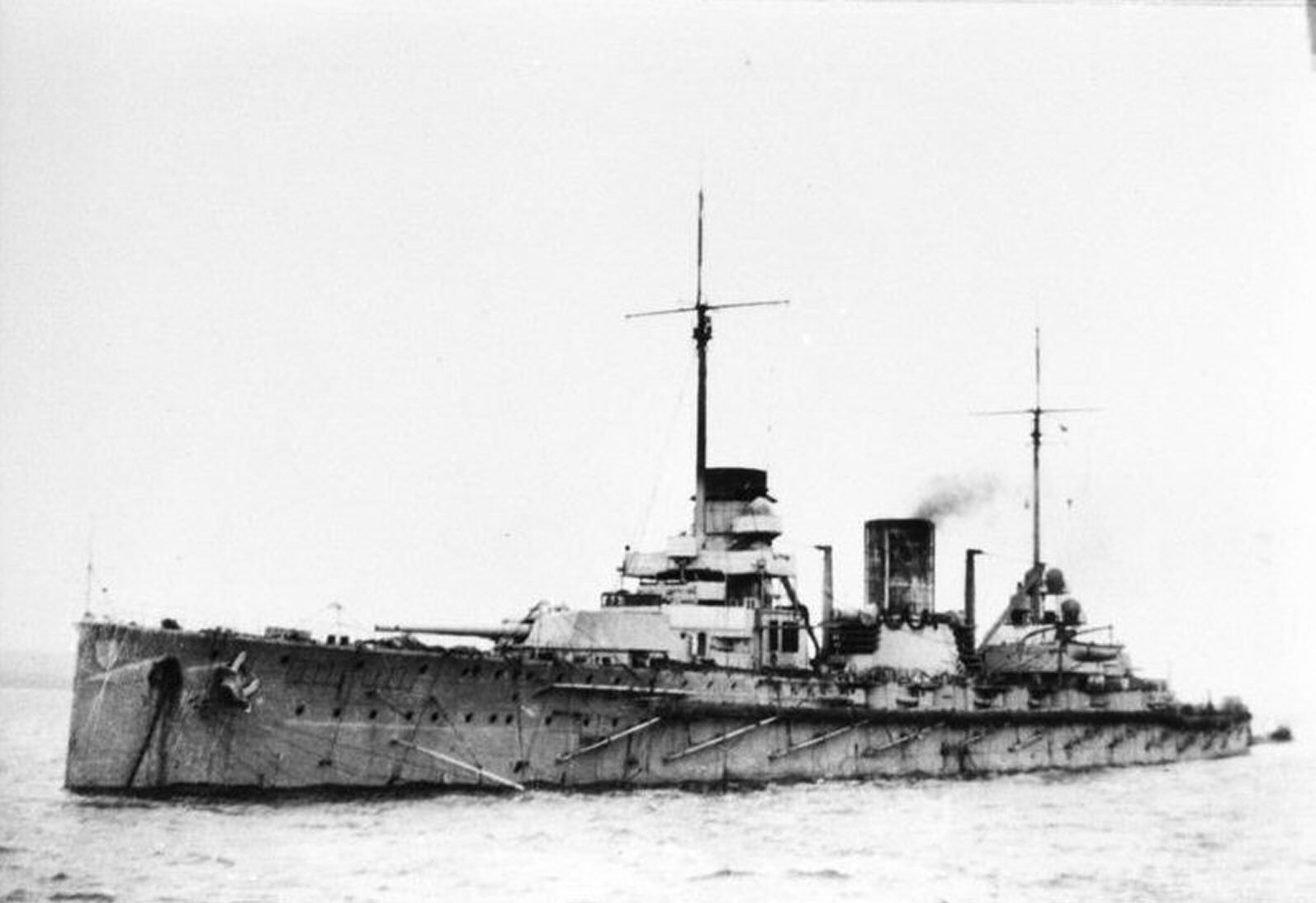
Tàu chiến-tuần dương Goeben

### Các đặc tính chung
Những chiếc trong lớp Moltke có chiều dài chung 186,6 m (612 ft), mạn thuyền rộng 29,4 m (96 ft), và độ sâu của mớn nước là 9,19 m (30,2 ft) khi đầy tải nặng. Trọng lượng choán nước của các con tàu thông thường là 22.979 tấn (22.979 t), và lên đến 25.400 tấn (25.400 t) khi đầy tải nặng. Những con tàu có 15 ngăn kín nước và một đáy kép kéo dài 78% chiều dài lườn tàu. Chúng được xem là dễ điều khiển, vận hành nhẹ nhàng ngay cả khi biển động. Tuy nhiên chúng phản ứng chậm với việc bẻ lái và không thật cơ động. Con tàu mất cho đến 60% tốc độ và nghiêng đến 9° khi bẻ hết lái. Con tàu có một thủy thủ đoàn tiêu chuẩn gồm 43 sĩ quan và 1010 thủy thủ. Khi Moltke phục vụ như soái hạm của Đội Tuần tiễu 1, nó được bổ sung thêm 13 sĩ quan và 62 thủy thủ; còn khi hoạt động như tàu chỉ huy thứ hai, nó nhận thêm 3 sĩ quan và 25 thủy thủ so với biên chế thông thường.

### Hệ thống động lực
Moltke và Goeben được cung cấp động lực bởi bốn trục turbine hơi nước Parson sắp xếp thành hai bộ, và hơi nước được cung cấp bởi 24 nồi hơi Schulz-Thornycroft đốt than chia thành bốn phòng nồi hơi. Các nồi hơi cấu tạo gồm một bồn hơi nước và ba bồn nước, tạo ra hơi nước ở áp lực 16 atmôtphe chuẩn (240 psi). Sau năm 1916, các nồi hơi được hỗ trợ bằng việc phun hắc ín. Bộ turbine Parson được chia thành các cặp áp lực cao và áp lực thấp: turbine áp lực thấp dẫn động các trục phía trong được đặt ở phòng động cơ phía sau, còn các turbine áp lực cao bố trí hai bên và được đặt ở phòng động cơ phía trước. Chúng dẫn động bốn chân vịt có đường kính 3,74 m (12,3 ft).
Hệ thống động lực của các con tàu cung cấp công suất 52.000 shp (39 MW), và đạt đến tốc độ tối đa 25,5 kn (47,2 km/h). Tuy nhiên khi chạy thử máy, Moltke đạt đến 85.782 shp (63,968 MW) và có tốc độ tối đa 28,4 kn (52,6 km/h). Goeben có công suất và tốc độ tối đa thấp hơn đôi chút. Các con tàu được thiết kế để mang theo 1.000 tấn than, mặc dù trong thực tế chúng chứa đến 3.100 tấn. Sức tiêu thụ nhiên liệu trong sáu giờ chạy thử máy ở tốc độ tối đa là 0,667 kg than/giờ cho mỗi mã lực ở công suất 76.795 shp (57,266 MW), và 0,712 kg than/giờ cho mỗi mã lực ở công suất 71.275 shp (53,150 MW) đối với cả hai con tàu. Ở tốc độ đường trường 14 kn (26 km/h), các con tàu có tầm hoạt động 4.120 nmi (7.630 km). Lớp Moltke được trang bị 6 máy phát điện turbine cung cấp công suất 1.200 kW (1.600 hp) ở hiệu điện thế 225 volt.

### Vũ khí

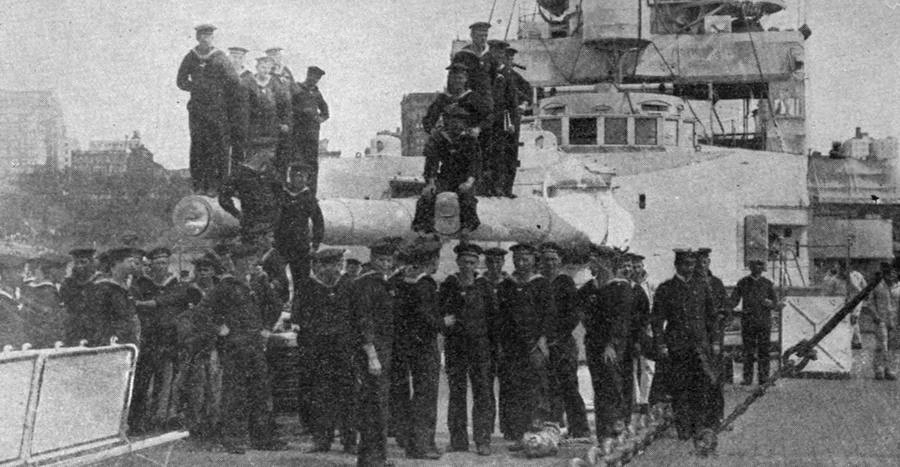
Tháp pháo phía trước mũi của Moltke

Dàn pháo chính của lớp bao gồm mười khẩu pháo SK 28 cm (11 in) L/45 đặt trên năm tháp pháo nòng đôi. Các khẩu pháo được đặt trên bệ kiểu Drh.L C/1908, có thể nâng cho đến góc 13,5°. Góc nâng này ít hơn 7,5° so với chiếc Von der Tann trước đó, và vì thế có tầm bắn tối đa ngắn hơn đôi chút, chỉ đạt 18.100 m (19.800 yd) thay vì 18.900 m (20.700 yd) như trên chiếc Von der Tann. Vào năm 1916, trong một đợt tái trang bị, góc nâng của các khẩu pháo được tăng lên 16° giúp nâng tầm bắn tối đa lên 19.100 m (20.900 yd). Một tháp pháo, tên Anton, được đặt phía trước; hai tháp pháo được bố trí phía sau, trong đó Dora bắn thượng tầng so với Emil, còn hai tháp pháo Bruno và Cäsar được đặt so le giữa tàu. Các khẩu pháo này bắn ra đạn pháo xuyên thép và đạn bán xuyên thép, cả hai đều nặng 302 kg (666 lb), được bắn với tốc độ 3 phát mỗi phút với lưu tốc đầu đạn 895 m/s (2.940 ft/s). Có tổng cộng 810 quả đạn pháo được chứa trên tàu.
Dàn pháo hạng hai của các con tàu bao gồm mười hai khẩu pháo SK 15 cm (5,9 in) L/45 đặt trên các bệ MPL C/06 bố trí trong các tháp pháo ụ như trên chiếc Von der Tann. Có tổng cộng 1.800 quả đạn pháo được mang theo, mỗi khẩu được cung cấp 150 quả. Pháo 15 cm có tầm bắn xa 13.500 m (14.800 yd) vào lúc chế tạo, nhưng sau này được nâng lên 16.800 m (18.400 yd). Thoạt tiên, tám khẩu pháo SK 8,8 cm (3,5 in) L/45 cũng được trang bị nhằm mục đích tự vệ chống lại các tàu phóng lôi và tàu khu trục, nhưng sau đó được tháo dỡ, với các khẩu phía sau cấu trúc thượng tầng được thay thế bẳng bốn khẩu 8,8 cm L/45 phòng không.
Giống như mọi tàu chiến chủ lực vào thời đó, Moltke và Goeben cũng được trang bị bốn ống phóng ngư lôi 50 cm (20 in) với tổng cộng 11 quả ngư lôi. Chúng được bố trí trước mũi, sau đuôi và hai bên mạn tàu. Kiểu ngư lôi G/7 nàycó trọng lượng 1.365 kg (3.009 lb), mang đầu đạn nặng 195 kg (430 lb), và có tầm bắn hiệu quả 9.300 m (10.200 yd) khi cài ở tốc độ 27 kn (50 km/h), và 4.000 m (4.400 yd) nếu phóng ở tốc độ 37 kn (69 km/h).

### Vỏ giáp
Những chiếc trong lớp Moltke được trang bị vỏ giáp cấu trúc bằng thép Krupp với mức độ bảo vệ được nâng cao hơn so với thiết kế của Von der Tann. Đai giáp chính dày cho đến 10 cm (3,9 in) ở phía trước mũi, lên đến 27 cm (11 in) ngang với phần thành trì rồi giảm còn 10 cm (3,9 in) phía đuôi. Tháp pháo ụ có lớp bảo vệ dày 10 cm (3,9 in) ở mặt đứng và 3,5 cm (1,4 in) trên nóc. Tháp chỉ huy phía trước được bảo vệ bởi lớp giáp dày 35 cm (14 in) trong khi tháp chỉ huy phía sau chỉ dày 20 cm (7,9 in). Các tháp pháo chính có mặt trước dày 23 cm (9,1 in), mặt hông dày 18 cm (7,1 in) và nóc dày 9 cm (3,5 in). Cả lớp giáp ngang lẫn lớp giáp nghiêng của sàn tàu đều dày 5 cm (2,0 in), cũng như phần vách ngăn chống ngư lôi chung quanh các bệ tháp pháo. Phần vách ngăn chống ngư lôi còn lại tại các vị trí ít quan trọng dày 3 cm (1,2 in). Giống như chiếc Von der Tann, vỏ giáp của con tàu được làm bằng thép giáp Krupp.

## Lịch sử hoạt động

### Moltke

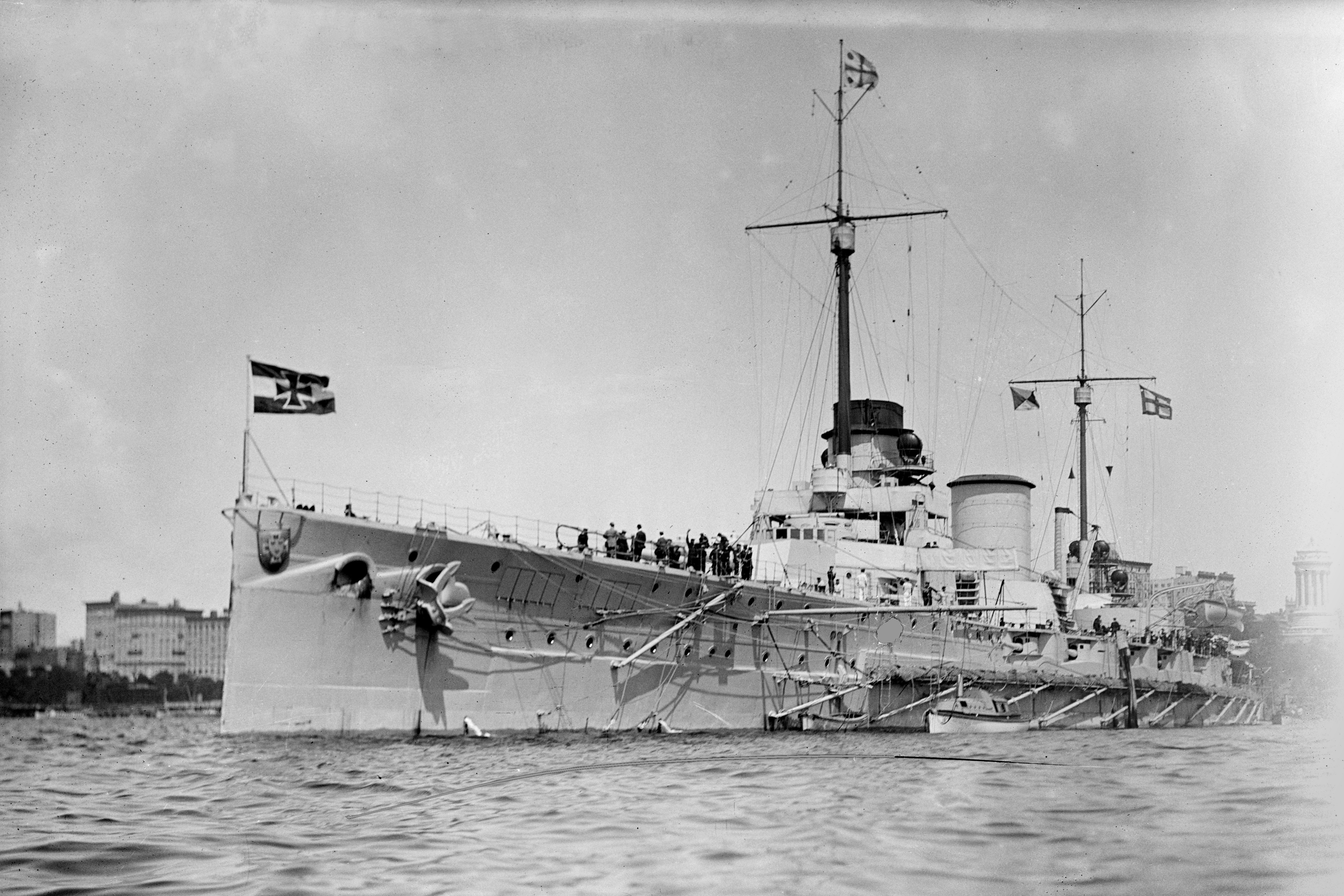
Moltke tại thành phố New York vào năm 1912

SMS Moltke (1910) thay thế cho chiếc tàu tuần dương bọc thép Roon trong thành phần Đội tuần tiễu 1 vào ngày 30 tháng 9 năm 1911. Vào ngày 19 tháng 4 năm 1912, Moltke cùng các tàu tuần dương hạng nhẹ Stettin và Bremen rời Đức trong một chuyến viếng thăm thiện chí đến Hoa Kỳ, đến nơi vào ngày 30 tháng 5. Vào đầu tháng 7, Moltke hộ tống cho du thuyền của Kaiser Wilhelm II trong chuyến đi Nga. Ngay khi quay trở về, Chuẩn đô đốc Franz von Hipper, Tư lệnh Đội tuần tiễu 1, đặt Moltke làm soái hạm của mình, một vai trò mà nó phục vụ cho đến khi vị đô đốc chuyển cờ hiệu của mình sang chiếc tàu chiến-tuần dương mới Seydlitz vào ngày 23 tháng 6 năm 1914.
Moltke tham gia nhiều trận chiến lớn cùng với phần còn lại của Hạm đội Biển khơi Đức trong Chiến tranh Thế giới thứ nhất, bao gồm các trận Dogger Bank và Jutland tại Bắc Hải, cùng trận Riga và Chiến dịch Albion tại biển Baltic. Con tàu có mặt trong nhiều chiến dịch bắn phá bờ biển nước Anh, bao gồm cuộc bắn phá Yarmouth thứ nhất, bắn phá Scarborough, Hartlepool và Whitby cùng trận Yarmouth và Lowestoft thứ hai. Nó bị hư hại nhiều lần trong chiến tranh: bị trúng đạn pháo hạng nặng trong trận Jutland và hai lần trúng ngư lôi phóng từ tàu ngầm Anh trong các đợt tiến quân.
Khi chiến tranh kết thúc vào năm 1918, giống như phần lớn tàu chiến của Hạm đội Biển khơi, Moltke bị lưu giữ tại Scapa Flow trong khi các cuộc đàm phán hòa bình diễn ra nhằm quyết định số phận của chúng. Hầu hết hạm đội đã bị đánh đắm vào ngày 21 tháng 6 năm 1919 nhằm ngăn chúng không bị rơi vào tay người Anh. Xác tàu đắm của Moltke được cho nổi trở lại vào ngày 10 tháng 6 năm 1927, và sau đó được tháo dỡ tại Rosyth từ năm 1927 đến năm 1929.

### Goeben
Sau khi cuộc Chiến tranh Balkan thứ nhất nổ ra vào tháng 10 năm 1912, Bộ Chỉ huy Tối cao Đức quyết định thành lập một hải đội Địa Trung Hải nhằm mục đích gây ảnh hưởng tại khu vực này. Hải đội mới bao gồm Goeben và chiếc tàu tuần dương hạng nhẹ Breslau; hai con tàu đã rời Kiel vào ngày 4 tháng 11 và đi đến ngoài khơi Constantinopolis vào ngày 15 tháng 11. Các con tàu đã viếng thăm nhiều cảng tại Địa Trung Hải, bao gồm Venice, Pola và Naples. Cuộc chiến tranh Balkan thứ nhất kết thúc vào ngày 30 tháng 5 năm 1913, và một số đã cân nhắc đến việc rút lực lượng trở về vùng biển Đức. Tuy nhiên, xung đột lại nổ ra không đầy một tháng sau đó, vào ngày 29 tháng 6, khiến hai con tàu phải tiếp tục ở lại khu vực này.

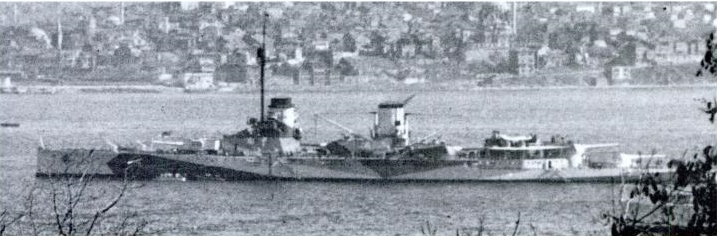
Yavuz (nguyên là Goeben) ngoài khơi Istanbul trong chuyến viếng thăm của thiết giáp hạm Hoa Kỳ Missouri vào tháng 4 năm 1946

Sau vụ ám sát Thái tử Áo Franz Ferdinand vào ngày 28 tháng 6 năm 1914, Chuẩn đô đốc Wilhelm Souchon nhận ra nguy cơ xảy ra chiến tranh, nên lập tức lên đường đi Pola để sửa chữa Goeben. Sau đó các con tàu được lệnh đi đến Constantinopolis. Trên đường đi, chúng bị lực lượng Anh săn đuổi, nhưng Goeben và Breslau tìm cách lẫn thoát chúng và đến được Istanbul vào ngày 10 tháng 8 năm 1914. Goeben được chuyển cho Đế quốc Ottoman và được đổi tên thành TCG Yavuz Sultan Selim theo tên của Sultan Selim I. Thường được gọi là Yavuz, nó được đặt làm soái hạm của Hải quân Ottoman, nhưng giữ lại thành phần thủy thủ đoàn người Đức. Mang cờ Ottoman, Goeben bắn phá cảng Sevastopol của Đế quốc Nga, chiếm giữ và đánh chìm một tàu quét mìn Nga, và làm hư hại một tàu khu trục vào ngày 29 tháng 10 năm 1914. Chính phủ Nga đáp trả bằng cách tuyên chiến với Đế quốc Ottoman vào ngày 1 tháng 11, được Anh và Pháp tiếp nối vào ngày 5 tháng 11. Bằng cách hoạt động như một hạm đội hiện hữu, Goeben đã rất hiệu quả trong việc ngăn chặn lực lượng Nga tiến vào Bosporus, và phòng thủ chống lại một cuộc xâm nhập tương tự của các chiếc tiền-dreadnought Anh và Pháp. Những tàu chiến Anh-Pháp mạnh mẽ hơn, vốn có thể đối chọi ngang ngửa với Goeben, không thể liều lĩnh tiến vào vùng biển bị rải mìn dày đặc và được các tàu ngầm U-boat Thổ Nhĩ Kỳ tuần tra.
Vào năm 1936, nó được đổi tên thành TCG Yavuz và tiếp tục làm soái hạm cho Hạm đội Thổ Nhĩ Kỳ cho đến năm 1950, mặc dù nó hầu như nằm im tại Izmit từ năm 1948. Đến năm 1952, Thổ Nhĩ Kỳ gia nhập khối NATO, và con tàu được đặt số hiệu lườn "B70". Yavuz được cho ngừng hoạt động vào ngày 20 tháng 12 năm 1950, và được rút khỏi Đăng bạ Hải quân vào ngày 14 tháng 11 năm 1954. Chính phủ Thổ Nhĩ Kỳ tìm cách giữ lại con tàu như một bảo tàng, kể cả một đề nghị bán lại cho Tây Đức vào năm 1963, nhưng mọi nỗ lực đều thất bại. Goeben bị bán vào năm 1971, và cuối cùng được tháo dỡ từ năm 1973 đến năm 1976, là chiếc tàu cuối cùng còn lại của Hải quân Đế quốc Đức.